# Michael Richard Bell
Michael Richard Bell (* 27. Januar 1939 in Montreal, Quebec) ist ein ehemaliger kanadischer Botschafter.

## Leben
Die Eltern von Michael Richard Bell waren Elizabeth Charlotte Brown und Harry Heartz Bell. Mit dem Zerfall der Sowjetunion wurde Michael Richard Bell mit Sitz in Moskau, bei den neu entstandenen Regierungen in Duschanbe, Tiflis, Bischkek, Baku und Kiew akkreditiert.
| Vorgänger                   | Amt                                                                      | Nachfolger                  |
| --------------------------- | ------------------------------------------------------------------------ | --------------------------- |
| Jean-Yves Grenon            | kanadischer Botschafter in Lima 6. Oktober 1981 bis 1982                 | Keith Bezanson              |
| Jean-Yves Grenon            | kanadischer Botschafter in La Paz 1. Juni 1982 bis 1983                  | Keith Bezanson              |
| Vernon George Turner        | kanadischer Botschafter in Ulaanbaatar 18. November 1986 bis 1990        | M. Fred Bild                |
| Vernon George Turner        | kanadischer Botschafter in Moskau 5. November 1990 bis 19. Dezember 1992 | Jeremy K.B. Kinsman         |
| Jacques Gilles Bruno Gignac | kanadischer Botschafter in Den Haag 20. Januar 1993 bis 31. August 1996  | Marie Bernard-Meunier       |
| —                           | kanadischer Botschafter in Duschanbe 19. Dezember 1992 bis 1993          | Jeremy K.B. Kinsman         |
| Jeremy K.B. Kinsman         | kanadischer Botschafter in Tiflis 19. Dezember 1992 bis 1993             | Peter Julian Arthur Hancock |
| —                           | kanadischer Botschafter in Bischkek 17. bis 19. Dezember 1992            | Jeremy K.B. Kinsman         |